# Kickboxing

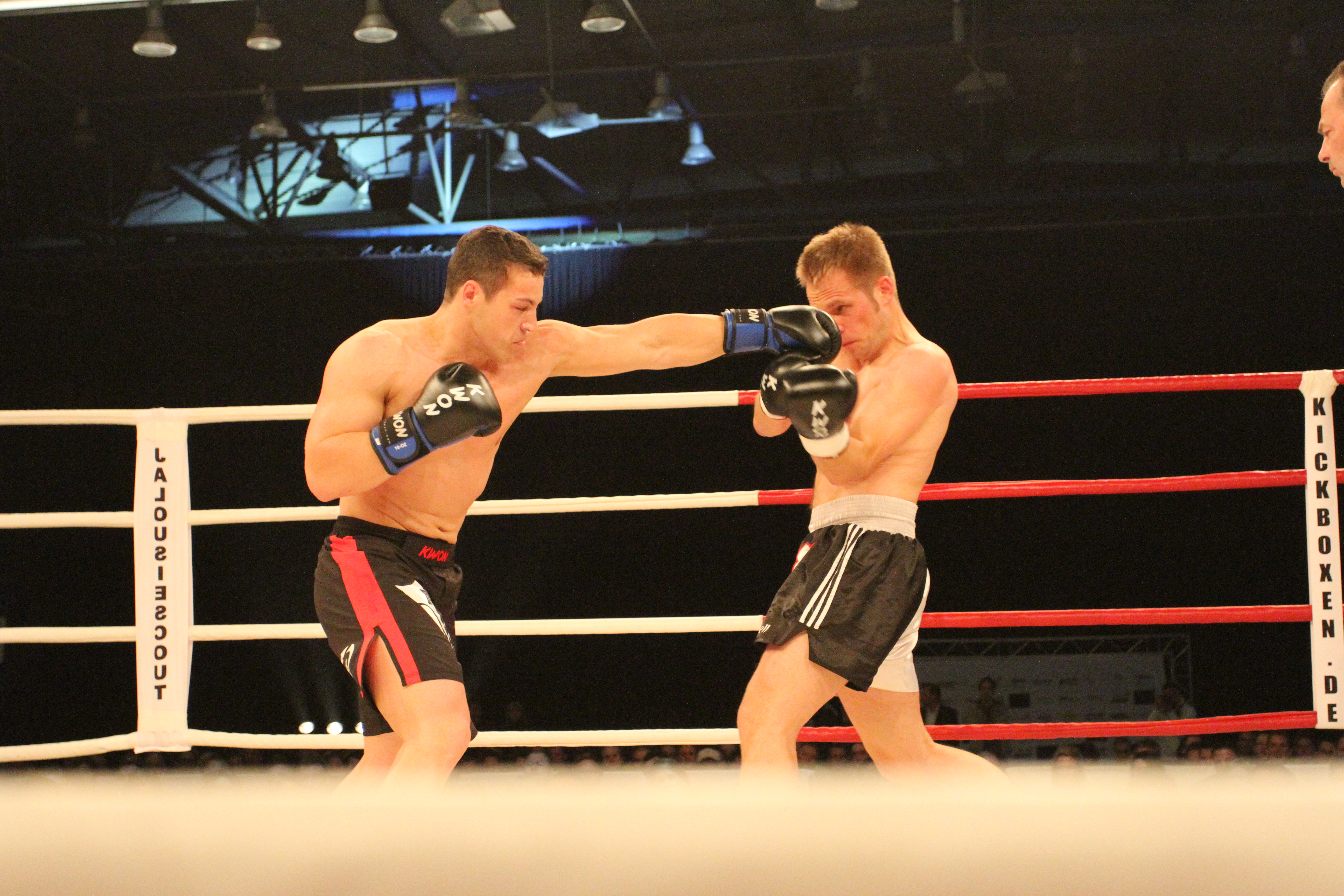
Một trận đấu Kickboxing

Kickboxing (tiếng Nhật: キックボクシング, phiên âm:kikkubokushingu), đôi khi được gọi là Quyền cước là một nhóm các môn thể thao chiến đấu độc lập dựa trên đá và đấm, lịch sử phát triển từ karate, Muay Thái và boxing của phương Tây. Kickboxing được thực hành để tự vệ, tập thể dục, hay như một môn thể thao tiếp xúc.